# Мария Тюдор (пьеса)
«Мари́я Тюдо́р» (фр. Marie Tudor) — романтическая драма в прозе в трёх действиях (или днях) французского писателя Виктора Гюго, написанная в 1833 году. Премьера состоялась в театре  «Порт-Сен-Мартен» 6 ноября 1833 года, в том же году пьеса была опубликована.

## Создание и постановки

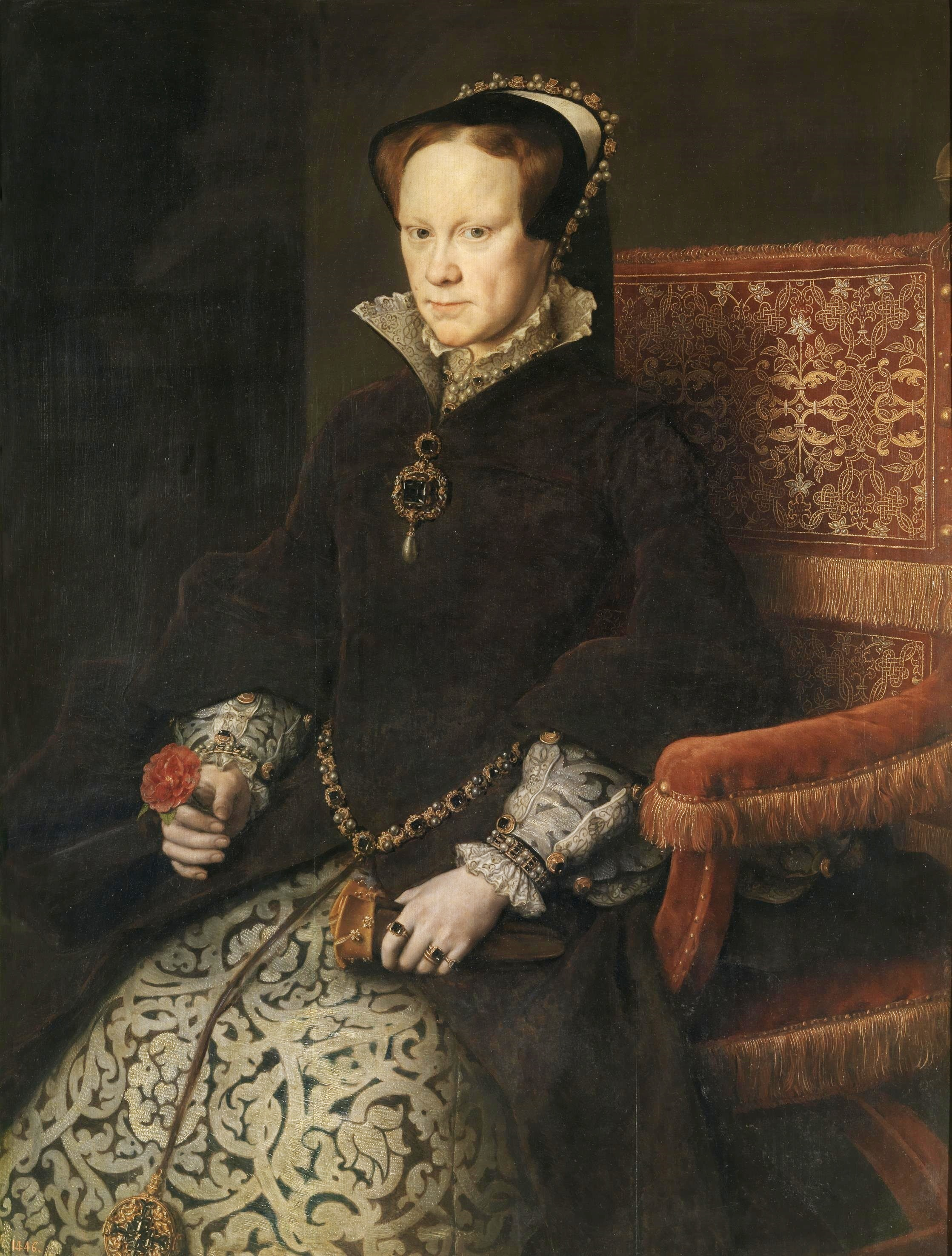
Королева Мария I Тюдор, 1554. Художник Антонис Мор (1519—1576)

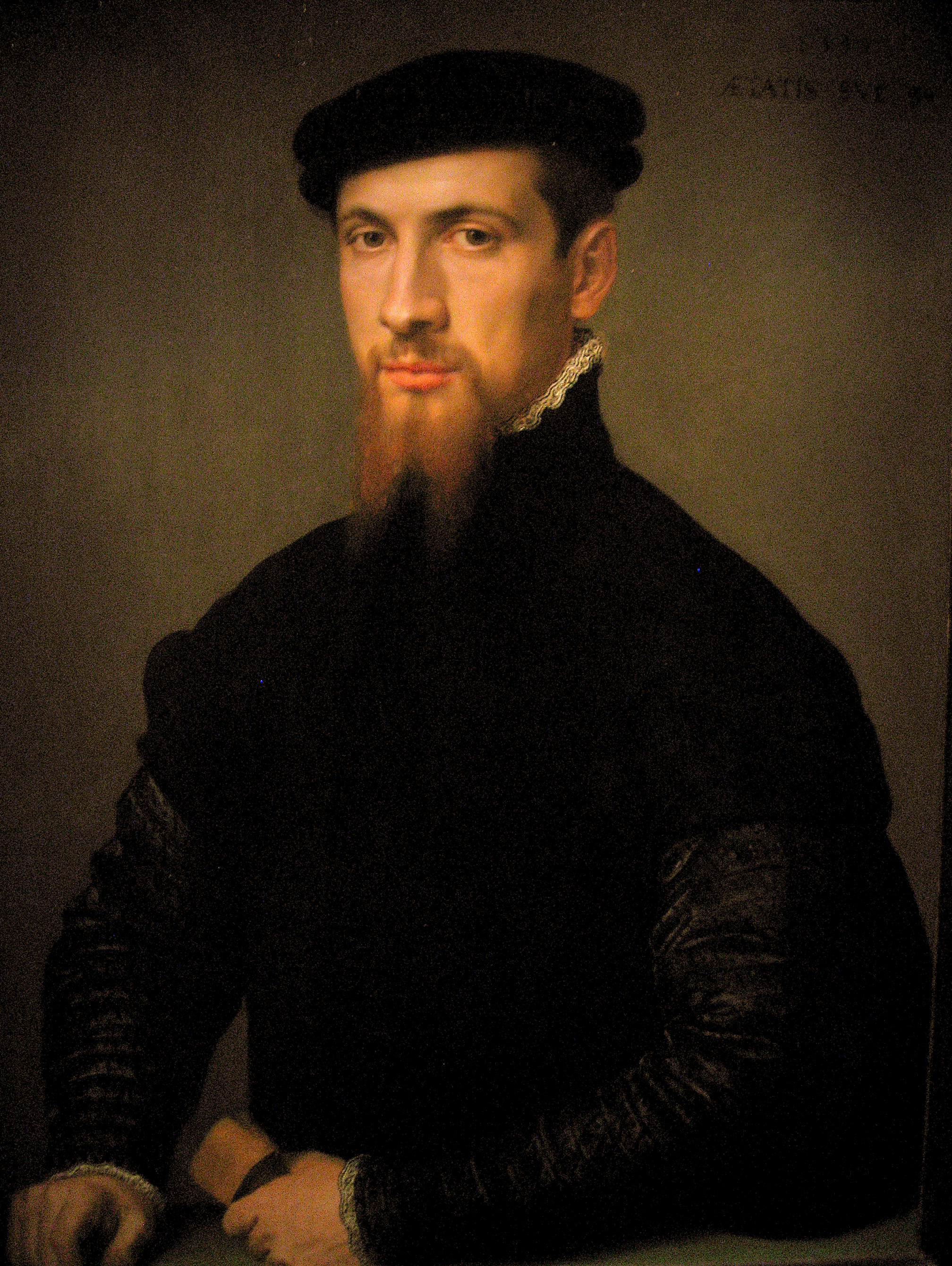
Симон Ренар, 1560. Художник Антонис Мор (1519—1576)

Гюго начал писать драму «Мария Тюдор» 12 августа 1833 года и закончил её 1 сентября. Уже 6 ноября 1833 года состоялась премьера в театре «Порт-Сен-Мартен», причём заглавную роль играла знаменитая актриса мадемуазель Жорж. Издана пьеса была в том же 1833 году. Таким образом, драма появилась в обстановке общественного подъёма между двумя народными восстаниями во Франции — 1832 и 1834 годов. Это отразилось на всей концепции драмы. Бросается в глаза откровенная социальная проблематика «Марии Тюдор», своеобразно сочетающаяся с романтической образностью.
Помимо самой королевы, некоторые персонажи драмы являются историческими лицами: Симон Ренар — испанский дипломат, посол императора Карла V при дворе королевы Марии I Тюдор; лорд Клинтон — английский адмирал, приближённый королевы; лорд Монтегью — придворный королевы; лорд Гардинер, епископ Винчестерский — активный деятель католической церкви. Остальные действующие лица пьесы, включая Фабиано Фабиани, так же как и вся любовная интрига королевы, вымышлены Гюго.
Вокруг этой драмы Гюго разгорелась такая же борьба, как и вокруг предыдущих его драм. В реакционных кругах шла соответствующая «подготовка» к премьере, и во время первого представления не было недостатка в свистках из публики, как не было недостатка и в отрицательных отзывах реакционных или умеренных газет. Тем не менее пьеса имела некоторый успех, главным образом благодаря поддержке передовой молодёжи.
Возобновлена пьеса была в 1873 году, и с тех пор она нередко шла на французской сцене.
В России «Мария Тюдор» была впервые поставлена на сцене Московского Малого театра в 1879 году; заглавную роль исполняла великая русская актриса М. Н. Ермолова. С тех пор эта драма Гюго неоднократно ставилась в России и с середины 30-х годов XX века прочно вошла в репертуар многих советских театров и была сыграна более чем в 40 театрах нашей страны, в том числе в Москве и во многих союзных республиках бывшего СССР. «Мария Тюдор» на протяжении долгих лет была одной из самых популярных драм Гюго в СССР. Так, например, в Театре им. Вахтангова в Москве с успехом шёл спектакль «Мария Тюдор», премьера которого состоялась в 1985 году, с артистами Ю. К. Борисовой и В. С. Лановым в ролях королевы Марии и Фабиано Фабиани.

## В кино и в оперном искусстве
Бразильский композитор Антонио Карлос Гомес (1836—1896) написал оперу «Мария Тюдор» (либретто Арриго Бойто и Эмилио Прага) на сюжет этой драмы Гюго. Премьера оперы состоялась 27 марта 1879 года в миланском театре Ла Скала.
- 1966 —  телевизионный художественный фильм «Мария Тюдор» (фр. Marie Tudor), Франция, режиссёры Абель Ганс и Жан Ширас, в ролях: Франсуаза Кристоф (Мария Тюдор), Пьер Массими (Фабиано Фабиани), Колетт Берже (Джен),  Кассо (Гильберт), Мишель де Ри (Симон Ренар).
- 1977  - художественный фильм «Любовь и королева» (нем. "Die Liebe und die Königin"), ГДР, студия ДЕФА, режиссёр Мартин Экерман, в ролях: Инге Келлер, Рената Блюме, Гойко Митич, Отто Мелис, Норберт Кристиан, Петер Штурм, Вольфганг Делер, Вольфганг Греезе, Херварт Гроссе.